# 梅德内阿留申语
梅德内阿留申语是曾通行于白令岛上的一种混合语。
该语言的大部分语法都混合了俄语和阿留申语（主要是阿图岛的阿留申语）成分，但在动词形态上的混合最明显。该语言的大部分词汇、部分简单句法、名词性屈折变化都源自阿留申语；源自俄语的成分包括动词屈折、否定、不定式形式、部分简单句法和全部复合句法。

## 历史
该语言原本的使用者是梅德內島上的阿拉斯加克里奥尔人。他们会说俄语和阿留申语。
1940年代，阿拉斯加克里奥尔人愈发频繁地接触俄语，因此他们中大部分都开始讲俄语，不再使用梅德内阿留申语。1970年，梅德内岛上的所有人口都被迁移到白令岛。后来，在白令岛一個村庄內，还有2名老人会说梅德内阿留申语，该语言于2022年灭绝。